# フォルティ・タワーズ
『フォルティ・タワーズ』（英：Fawlty Towers 、邦題：『Mr.チョンボ危機乱発』）はイギリスのシチュエーション・コメディ番組。1975年と1979年に、BBC2にて放映された。
イングランド南西部のデヴォン州のトーキーにあるホテル「フォルティ・タワーズ」を舞台にしたドタバタ劇。30分という限られた放送時間内にいくつもの伏線が交差して最後のオチにつながっており、ストーリー構成は非常に緻密。
2シリーズで計12のエピソードが制作され、その質の高さで、2000年代に入ってからもイギリスのベスト・コメディとして人気が高い。2000年度BFIの100 Greatest British Television Programmes投票では一位に輝いた。
主演・演出は、元モンティ・パイソンのジョン・クリーズ。また当時妻であったコニー・ブースと共に脚本も手がけている。日本では東京12チャンネル（現在のテレビ東京）において『Mr.チョンボ危機乱発』の邦題で放映された。

## 制作

### 制作までの経緯
実際のモデルになったホテルはトーキーに存在している。宿の名前はグレンイーグルズ(Gleneagles)といい、モンティ・パイソンのメンバーが宿泊していた。もちろんその中にジョン・クリーズとコニー・ブースも宿泊しており、そのオーナーの強烈な印象から作られた。当時オーナーであったドナルド・シンクレア(Donald Sinclair)はアメリカ人のテリー・ギリアムのステーキの食べ方を「イギリスではそんな食べ方しない」とケチをつけ、外に置いてあったエリック・アイドルのスーツケースをそのまま置きっぱなしにして平然と「爆弾だったらどうする？だから置きっぱなしにしておいた」と言い放ったという。ジョン・クリーズはその、ホテルマンにあるまじき強烈な態度に「感激」してフォルティ・タワーズの原案を思い付いたと言う。曰く「今まで僕が会った人物の中で素晴らしく粗暴な人だった」との事。

### 放送からその後
フォルティ・タワーズの構想は当初BBCの上役には良い評価を与えられなかった。当時はモンティ・パイソンの人気が強く、その延長線を期待していたのだが、全く違う路線に難色を示していたらしい。クリーズの構想を評価していたプロデューサーのジョン・ハワード・デイヴィスの助けでなんとか制作案が通った。30分の限られた時間にいろいろなプロットを詰め込むために秒単位、セリフの1行単位で構想が練られてリハーサルにはかなりの時間をかけられ、1975年に放送された。最初の評価は「まあまあ」くらいで、特に最初から人気が出ていたわけではないが、回を重ねるごとに人気は徐々に上がり、第1シリーズの終わり頃には大人気となっていた。クリーズは後に「全く新しい何かが受け入れられるには時間がある程度かかるのだろう」と語っている。
第1シリーズの6話は再放送が繰り返され、1978年までには17か国、45の放送局に放映された。新しいシリーズの要望が高かったが、第1シリーズの評価があまりにも高かったので、新しいシーズンで評価を下げないために時間を掛けて構想を練り上げ、1979年になってようやく放映された。また、このシリーズ放映の前年にジョン・クリーズとコニー・ブースは離婚している。この第1、第2シリーズを通して高評価を得て、イギリスコメディの傑作とまで言われるようになった。映画化のオファーは何度もあったが、クリーズは拒否し続けている。理由は「30分という限られた時間にできうる限りの伏線を詰め込んで最後にドッと笑わせる『フォルティ・タワーズ』の構成は長時間のため笑わせるポイントをいくつもこなさなくてはならないコメディ映画には向かない」と語っている。

## キャラクター

### メインキャラクター
バジル・フォルティ - ジョン・クリーズ
ホテル「フォルティ・タワーズ」のオーナー。神経質・毒舌・偏執病・ケチ・外国人嫌い、恐妻家のイギリス人。上流階級の仲間入りをするという意識が強く、ホテル経営の成功がその第一歩と信じている。ただホテル経営より自分の階級意識が先に立っているので、肩書きを持つ客には卑屈な程に丁重だが、身なりが悪い/言葉遣いが悪い/態度が悪く、かつ肩書きを持たない一般の客に対しては態度がとてもスノビッシュ。しかしながら自分のヘマは非常に多く、マネージャーと自分では自負しているが、お世辞にもマネージャーらしくはない。何かヘマをやるといつもそれを隠そうとするが、すればするほど裏目に出てしまう。異常なまでに自尊心が高く、間違いを指摘されると息を荒立てて激怒する。かつてイギリス陸軍に入隊、朝鮮戦争に従軍していたらしく、非常にこの事を誇りに思っているが、どうも実際は戦闘に関係ない炊事班だったらしい。その軍人であったという自負心から彼は陸軍礼装用のレジメンタル模様のネクタイを愛用している。また右スネに古傷があるらしく、彼はそれを「戦闘の古傷」と言っている。
シビル・フォルティ - プルネラ・スケイルズ
バジルの妻。よくフロントで友達と電話で無駄話をしており、時折しゃべりながら気味が悪いほど甲高い笑い声を発してバジルをいらつかせるが、仕事の采配は何かとドジをするバジルよりよほどマネージャーらしい。全てにおいて上手な彼女はバジルを顎で使っているが、扱いの難しい客になると夫の性格を知り尽くしている彼女は彼が立ち入らないように努めている。夫婦間はあまりうまくいっているとは言えず、愛情表現を夫から示される事はほとんどない。代わりに何か言い争いになるとバジルは強がりを言ってみたり、「ドラゴン」、「ピラニア」、「マムシの巣」と独特な表現で妻をののしっているが彼女には軽くあしらわれる程度、結局彼女には頭が上がらない。夫がホテル経営を始めたことに不満があり、ことあるごとに批判する。ウィッグを愛用している。
ポリー・シャーマン - コニー・ブース
「フォルティ・タワーズ」で働くウェイトレス。理屈から言えばウェイトレスの仕事はアルバイトないし契約社員待遇程度なのだが、ウェイトレスの他にもいろいろな仕事をやらされている。性格的にどこかズレているフォルティ・タワーズのスタッフの中で最も正気なキャラクター。バジルのヘマを助けないとクビになるかもしれないという恐れから、なにかと尻拭いしている。本業は芸術学校の学生らしく、自分がスケッチした絵（姉妹の眼の手術の絵など）を他で（ホテルの宿泊客にも）売ろうとして乏しいウェイトレスの収入の足しにしている。
マニュエル - アンドリュー・サックス
バルセロナから来たスペイン人のウェイター（ちなみに、役者のアンドリュー・サックスはドイツ生まれのユダヤ人である。）ほとんど英語が分からず、何を聞かれてもまず返ってくる返事は「Que?（えっ?）」と「Si（はい）」程度。このように英語の理解力が非常に乏しい彼ではあるが、イギリス人よりも人件費がかからないという理由でバジルに雇われたらしい。自分のヘマを取り繕ったりシビルに隠し事をしたりするバジルからはあれこれと混乱させるような指図を受けたり、八つ当たりされたり、あげくにバジルが起こしたヘマの責任を転嫁されたりしているが、そんな待遇でもフォルティ・タワーズで働ける事に感謝しているという奇特なくらいに人がよい人物。バジルのかんしゃくが怖いので、状況が分からないまま言われた仕事を（彼なりに理解して）忠実にこなそうとするのだが、それが状況をかえって悪化させる事が多い。また、ただのネズミを「ハムスター」だと偽って売りつけられたが、それを疑わず愛情を注いで育てている優しい性格の持ち主。

### その他のレギュラー
テリー - ブライアン・ホール
第2シリーズに登場。コックニー方言を話す非常におおらかなシェフ。あまりにもおおらかで楽天的すぎる仕事ぶりがバジルをいらつかせる。
「少佐」(メジャー) - バラード・バークリー
フォルティ・タワーズに長期間（ほとんど半永久的に）滞在しているお年寄りの客。元軍人なので「少佐」と呼ばれている。戦時中の経験からドイツ人を極端に敵視している。いつもは少々とぼけており温厚な性格であるが、ドイツ人と聞くと人が変わり、敵意をむき出しにする。いつも新聞を探しており、書かれている記事の（たいてい当時頻繁にあったイギリスのストライキの）話をしている。それ以外はあまり人の話は理解していない自分の世界を持っている人。
ティッブス夫人 - ジリー・フラワー
ギャツビー夫人 - レネー・ロバーツ
同じくフォルティ・タワーズに長期に宿泊している客。いつもほとんど2人一緒で行動している。ちょっと間の抜けたような老婦人たちだが、バジルの事をとても気に入っており、母親のように接してくるが、当の本人は苦手としている。

## エピソード一覧

### 第1シリーズ（1975年）
| 話数 | エピソードタイトル （邦題）            | 初回放送日 (BBC Two) | オープニングの看板 |
| --- | -------------------------------------- | -------------------- | ------------------ |
| 第1話 | "A Touch of Class" （上流への憧れ）    | 1975年9月19日        | FAWLTY TOWERS      |
| ある日、貴族のマルベリー卿がフォルティ・タワーズに宿泊することになった。高貴な人物の宿泊がホテルのステータスを上げると思い込んだバジルは、他の宿泊客にいつも以上に尊大な態度で接し、マルベリー卿の歓待に執心する。マルベリー卿の直後にやってきたラフな格好の一般人ブラウン氏には他の客以上に無礼な態度であしらおうとする。そんな中、マルベリー氏がバジルに、手持ちのお金が足らなくなったので用立てしてほしいと頼んでくるのだが…… |                                        |                      |                    |
| 第2話 | "The Builders" （職人）                | 1975年9月26日        | FAWLTY TOWER       |
| バジルとシビルが夫婦で出かけるある日、今まで仕事を半年ほったらかしにしていた内装工のオライリーから電話があって今日来るという。外出を邪魔されたくないバジルはシビルに黙ってポリーに留守番をさせて出かけたのだが…。 |                                        |                      |                    |
| 第3話 | "The Wedding Party" （結婚式）         | 1975年10月3日        | FAW TY TOWER       |
| フォルティ・タワーズにポリーの友人が泊まる事になった。この2人はいわゆる「いまどきの若者」で人前でもはばからずイチャついてばかり、体面と威厳を重んじるバジルの神経を逆撫でさせる。そんな客を見下すバジルであったが、ひょんな偶然の行き違いからバジルとマニュエルがひょっとしたら親密すぎる間柄ではないかとあらぬ疑いをかけられてしまう…。                                                                                         |                                        |                      |                    |
| 第4話 | "The Hotel Inspector" （ホテル調査員） | 1975年10月10日       | FAW TY TO ER       |
| バジルはシビルの長電話からホテルガイドの審査員が密かにトーキーに滞在していると聞き付ける。フォルティ・タワーズにはそれらしい人物が2人滞在していたのだが…。 |                                        |                      |                    |
| 第5話 | "Gourmet Night" （グルメの夕べ）       | 1975年10月17日       | WA RTY TOWELS      |
| ホテルのステータスを上げようとトーキーの著名人を招き豪華な夕食会を企画する。新しく入ったギリシア人シェフ、カートの料理の腕は上々、マニュエルともやけに仲が良く、全てはうまく行くとバジルは信じていたが…。 |                                        |                      |                    |
| 第6話 | "The Germans" （ドイツ人）             | 1975年10月24日       | なし               |
| シビルが入院している日にトラブルがあって夫婦そろって入院してしまうバジル。勝手に病院から抜け出したバジルの前にドイツ人の客が現れた。バジルは「戦争の話をするな(Don't mention the war!)」とみなに言っているが…。この番組ではクリーズは『空飛ぶモンティ・パイソン』で人気のあったネタ「バカ歩き」を行う。 |                                        |                      |                    |

### 第2シリーズ（1979年）
| 話数 | エピソードタイトル （邦題）                  | 初回放送日 (BBC Two) | オープニングの看板 |
| --- | -------------------------------------------- | -------------------- | ------------------ |
| 第1話 | "Communication Problems" （リチャーズ夫人）  | 1979年2月19日        | FAWLTY TOWER       |
| 困った客が現れた。リチャーズ夫人はクレームを言うだけ言って（都合の悪い）人の言う事がよく聞こえない難聴、（都合の悪い）モノは見えない近眼。そのリチャーズ夫人がお金を盗まれたとクレームをつけてきたが…。 |                                              |                      |                    |
| 第2話 | "The Psychiatrist" （精神科医）              | 1979年2月26日        | WATERRY FOWLS      |
| |                                              |                      |                    |
| 第3話 | "Waldorf Salad" （ウォルドルフ・サラダ）     | 1979年3月5日         | FLAY OTTERS        |
| レストランが閉まった後で、アメリカ人の夫婦がホテルに泊まりに来た。彼らはどうしても食事をとりたいと言い、バジルにお金を渡すが…。                                                                         |                                              |                      |                    |
| 第4話 | "The Kipper and the Corpse" （ニシンと死体） | 1979年3月12日        | FATTY OWLS         |
| ある朝、ルームサービスの朝食を持って行ったポリーは、ベッドの上に客の死体を発見するが…。 |                                              |                      |                    |
| 第5話 | "The Anniversary" （結婚記念日）             | 1979年3月26日        | FLOWERY TWATS      |
| 今日はバジルとシビルの結婚記念日。その日をいつも気付いてくれないと不満に思っているシビルに気付かず、バジルは密かにシビルの友人たちを呼び寄せていたのだが…。                                             |                                              |                      |                    |
| 第6話 | "Basil the Rat" （ネズミのバジル）           | 1979年10月25日       | FARTY TOWELS       |
| 保健所からホテルに検査人がやって来た。そんな中、マニュエルが部屋でねずみを飼っていることが判明するが…。                                                                                                 |                                              |                      |                    |